# Saaransh
Saaransh é um filme de drama indiano de 1984 dirigido e escrito por Mahesh Bhatt. Foi selecionado como representante da Índia à edição do Oscar 1985, organizada pela Academia de Artes e Ciências Cinematográficas.

## Elenco
- Anupam Kher - B.V. Pradhan
- Rohini Hattangadi - Parvati Pradhan
- Soni Razdan - Sujata Suman
- Madan Jain - Vilas Chitre
- Suhas Bhalekar - Vishwanath